# Incidente del De Havilland Canada Dash 8 de Horizon Air en 2018
El 10 de agosto de 2018, un Bombardier Q400 de Horizon Air fue robado del Aeropuerto Internacional de Seattle-Tacoma (Sea-Tac) en Seattle, Washington. El perpetrador, Richard Russell, de 29 años, era un agente del servicio terrestre de Horizon Air sin experiencia de pilotaje. Después de que Russell realizara un despegue no autorizado, dos aviones de combate McDonnell Douglas F-15 Eagle se desplegaron para interceptar la aeronave. El control del tráfico aéreo de Sea-Tac contactó por radio con Russell, el único ocupante de la nave, quien se describió a sí mismo como un "tipo roto, con algunos tornillos sueltos". Aproximadamente 1 hora y 15 minutos después del despegue, Russell murió al estrellar intencionalmente el avión en la poco poblada Isla Ketron en el estrecho de Puget.

## Aeronave
El avión involucrado era un Bombardier Q400, propiedad de Horizon Air (operando para Alaska Airlines) con la matrícula N449QX y número de serie 4410. Había volado por primera vez en 2012 y entró en servicio para Horizon Air en el mismo año.
Realizado un vuelo de servicio desde Victoria, Columbia Británica. Aterrizó en el Aeropuerto Internacional de Seattle-Tacoma a las 13:35, hora local, el día del incidente. No estaba programado para volver a volar aquel día.

## Incidente

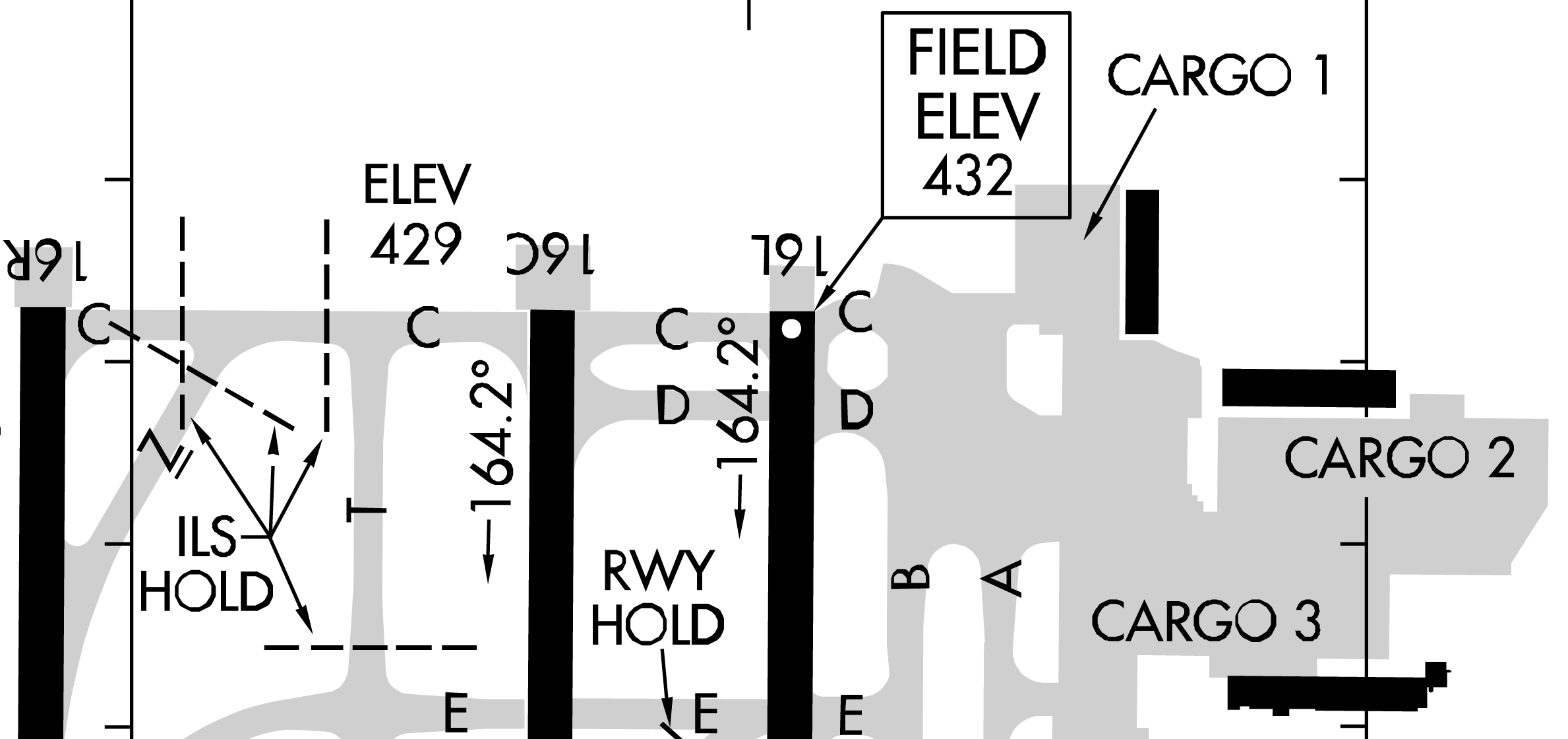
Gráfico representando el extremo norte del aeropuerto Seattle-Tacoma International, que muestra la ubicación del hangar 1 y la pista 16C

La aeronave fue robada del hangar 1 en el extremo norte del aeropuerto Sea-Tac y maniobró hasta la pista 16C a través de las calles de rodaje. La torre de control Seattle intentó que el piloto se identificara a través de la frecuencia, pero no obtuvo respuesta. Un jet cercano, de Alaska Airlines, en tierra informó que la aeronave comenzó una carrera de despegue con las ruedas humeando, y realizó un despegue no autorizado a las 19:32 hora local (02:32 UTC, 11 de agosto). En respuesta, dos cazas McDonnell Douglas F-15C Eagle, pertenecientes a la unidad 142nd Fighter Wing bajo el mando de NORAD, fueron desplegados alrededor de las 20:15 hora local desde la Base Aérea Nacional de Portland para interceptar la aeronave fugitiva. Ambos cazas estaban armados con misiles aire-aire AIM-9 Sidewinder y AIM-120 AMRAAM. Entraron en velocidad supersónica, generando explosiones sónicas de camino hacia Puget Sound. Un avión cisterna para reabastecimiento de combustible KC-135R Stratotanker también se puso en marcha desde la Base de la Fuerza Aérea Fairchild para apoyar a los F-15. Como medida cautelar, los vuelos de entrada y salida en Sea-Tac se suspendieron temporalmente.
El control de tráfico aéreo (ATC) de Seattle-Tacoma mantuvo contacto por radio con el ocupante, Richard Russel. Las transmisiones se grabaron, y poco tiempo después del incidente, fueron publicadas en redes sociales. Richard afirmó que era un "tipo roto, con algunos tornillos sueltos, supongo. Realmente nunca lo supe hasta ahora". Cuando el operador de ATC sugirió que la aeronave fuera aterrizada en la Base de la fuerza aérea Lewis-McChord, Richard se negó: "Esos tipos me darán una paliza si intento aterrizar allí. Creo que también podría estropear algo allí. No quisiera hacer eso". Luego preguntó al ATC "¿Crees que si aterrizo esto exitosamente, Alaska me daría trabajo como piloto?". ATC dijo: "te darían un trabajo haciendo cualquier cosa si pudieras lograr esto", a lo que él respondió: "¡Sí, claro!". Se le reiteró que podría aterrizar en la pista de McChord o acuatizar a lo que él respondió "Carajo, ¿ya hablaste con McCord? Porque no podría estar a gusto contigo diciéndome que puedo aterrizar así nada más, porque podría causar un desastre". Luego agregó "Hey, quiero las coordenadas de aquella orca... tú sabes, ¿la mamá orca con el bebé? Quiero ver a ese tipo".   Afirmó que no quería lastimar a nadie, y en los minutos finales de la comunicación se disculpó con sus amigos y familiares. Cerca del final del vuelo, Richard realizó un giro de barril sobre Puget Sound, recuperándose a apenas diez pies (tres metros) sobre el agua.  Un piloto veterano dijo que la maniobra "parecía bastante bien ejecutada, sin entrar en pérdida ni arrancando las alas". Cuando el ATC le pidió que aterrizara el avión después de esta maniobra, Richard respondió "No sé. no quiero. Esperaba que eso fuera todo, ¿sabes?". Agregó que "realmente no estaba planeando aterrizarlo".
Los dos F-15 intentaron dirigir la aeronave hacia el Océano Pacífico y no le dispararon. El Q400 finalmente se estrelló a las 20:43 hora local  en la isla Ketron en Puget Sound, condado de Pierce, Washington, matando al ocupante y destruyendo la aeronave. La tripulación de un remolcador fue la primera en responder. Retrasados por el ferry Steilacoom-Anderson Island, los bomberos de West Pierce Fire and Rescue y otros destacamentos cercanos llegaron a la isla aproximadamente una hora y media después de ocurrida la colisión, donde luego se enfrentaron con la espesa maleza de la isla. El fuego quemó un área de 2 acres (0,8 ha), y fue extinto a la mañana siguiente. No se reportaron heridos entre los escasos residentes de la isla a pesar de que el lugar del impacto estaba en la cercanía de una cabaña ocupada en el momento del incidente.

## Investigación
La Oficina del Sheriff del condado de Pierce agradeció al público por su información precisa y anunció, el 11 de agosto, que las agencias federales liderarían la investigación, principalmente la sucursal en Seattle del FBI. Describió al perpetrador, identificado como Richard Russell, de 29 años, como suicida y dijo que sus acciones no constituían un "incidente terrorista". El CEO de Alaska Air Group, Brad Tilden, anunció el mismo día que la aerolínea se estaba coordinando con la Administración Federal de Aviación, el FBI y la Junta Nacional de Seguridad en el Transporte, y estaba "trabajando para averiguar todo lo posible sobre lo sucedido". El 12 de agosto, el FBI anunció que había recuperado la grabadora de datos de vuelo junto con componentes de la grabadora de voz en la cabina . El equipo fue enviado a la Junta Nacional de Seguridad en el Transporte para su procesamiento.
El 9 de noviembre, el FBI declaró que había completado su investigación. Se descartó el terrorismo y se confirmó que Russell actuó solo. Se determinó que el descenso final en la isla Ketron fue intencional y la causa de muerte se registró como suicidio El FBI declaró: "Las entrevistas con compañeros de trabajo, amigos y familiares, y la revisión de los mensajes de texto enviados por Russell durante el incidente, no mostraron evidencia alguna que sugiriera relación del robo de la aeronave con una actividad delictiva más amplia o ideología terrorista. Aunque los investigadores recibieron información sobre los antecedentes de Russell, los posibles factores estresantes y su vida personal, ningún elemento proporcionó una motivación clara para las acciones de Russell".

## Secuestrador
Richard Russell era un agente de servicio terrestre trabajando para Horizon Air en Sumner, Washington . Había formado parte de un equipo de remolque, que reposiciona aviones en la plataforma del aeropuerto, durante unos cuatro años. Un supervisor operativo de Horizon Air describió a Russell como "un tipo tranquilo" que era "muy querido por los demás trabajadores". Durante su comunicación con el control de tráfico aéreo, Russell presentó una queja sobre los salarios, afirmando: "Salario mínimo, lo atribuiremos a eso. Tal vez eso engrasará un poco algunos engranajes con los de arriba".
Russell nació en Key West, Florida, y se mudó a Wasilla, Alaska, a la edad de siete años. Desde la primera infancia, sus amigos y familiares lo conocían como "Beebo". Asistió a la Escuela Secundaria Wasilla, donde compitió en lucha libre y atletismo. Fue un contundente  fullback de fútbol en la escuela secundaria, anotó seis touchdowns en su último año, tras el cual se mudó a Dakota del Norte para unirse al equipo de fútbol en la Universidad Estatal de Valley City . Su desempeño allí fue una decepción; se dio de baja para ir al colegio Southwestern Oregon Community College, donde conoció a su esposa en una reunión de Campus Crusade for Christ .  Se casaron en 2012. Juntos, abrieron una panadería en North Bend, Oregón . Vendieron la panadería en 2015 para que su esposa pudiera volver a estar cerca de su familia; se establecieron en Sumner, Washington, y Russell encontró empleo para Horizon Air.  Era un ávido viajero y asistió al Washington State University Global Campus, donde se especializó en ciencias sociales. Había planeado buscar un puesto gerencial en Horizon Air o convertirse en oficial militar después de recibir su título. Participó activamente en su iglesia y fue líder en el ministerio juvenil cristiano local Young Life .
El CEO de Horizon Air Gary Beck declaró, que respecto al conocimiento de la compañía, Russell no poseía una licencia de piloto. Beck dijo que las maniobras aéreas fueron "increíbles" y que él "no sabía como consiguió (Russell) la experiencia que tenía"  Durante su conversación con control de tráfico aéreo, Russell dijo que él "[sabía] lo que [estaba] haciendo un poco" porque tuvo experiencia jugando videojuegos. Después del incidente, Joel Monteith, un piloto de SkyWest Airlines, comentó que en 2017 había comunicado a emergencias que había visto a Russel y otro hombre "señalando y accionando interruptores" en la cabina de un aeroplano de SkyWest estacionado en el aeropuerto Sea-Tac. Monteith relató que aquellos hombres afirmaron estar aprendiendo a usar la unidad de Potencia auxiliar para poder remolcar, pero era "sospechoso" que se fueran después de que él los confrontara. Monteith también rememoró haber estado con Russell en la cabina de un Embraer 175 y Russell le preguntó acerca de sus preparaciones para el despegue. Algunos colegas comentaron que Russell probablemente se entrenó a sí mismo usando algún programa de simulador de vuelo.
La familia de Russell emitió un comunicado el 11 de agosto, afirmando que estaban "atónitos y desconsolados" y "devastados por los eventos".

## Secuelas
En los días posteriores al suceso, los equipos de limpieza y recuperación contratados por Alaska Airlines y sus aseguradoras estuvieron presentes en la isla para retirar los escombros. En 2019, este esfuerzo de limpieza aún estaba en curso, con restos de la aeronave aún en la isla durante el primer aniversario del incidente. Los residentes de la isla asumieron parte del costo de la limpieza y las aseguradoras de Alaska Airlines iniciaron negociaciones para su reembolso. El avión valía $30 millones, todo lo cual fue pagado bajo la póliza de seguro de la compañía "sin deducibles". 
La revista Rolling Stone investigó el incidente e informó en 2021 que algunos de los amigos y familiares de Russell creen que pudo haber sufrido lesiones cerebrales durante sus años practicando fútbol americano en la escuela secundaria y la universidad. Un compañero del equipo de fútbol sugirió que su inestabilidad mental había sido causada por una encefalopatía traumática crónica no diagnosticada causado por conmociones cerebrales repetidas. 
Los videos y las transmisiones de radio causaron un revuelo en internet, provocando de inmediato un meme que denominó a Russell el "Rey del cielo" (Sky King). La gente expresó una conexión emocional con él a través de publicaciones en las redes sociales, camisetas y canciones tributo. 
El 14 de abril de 2022, el FBI publicó 500 páginas de documentos previamente clasificados relacionados con la investigación.